# Vuisternens-devant-Romont
Pour les articles homonymes, voir Vuisternens.
Vuisternens-devant-Romont (Vouèthèrnin-devin-Remon  en patois fribourgeois) est une localité et une commune suisse du canton de Fribourg, située dans le district de la Glâne.

## Géographie

### Situation
Le territoire de Vuisternens-devant-Romont s'étend sur 24,06 km2. Lors du relevé de 2013-2018, les surfaces d'habitations et d'infrastructures représentaient 6,9 % de sa superficie, les surfaces agricoles 77,6 %, les surfaces boisées 15,0 % et les surfaces improductives 0,5 %.
Elle est limitrophe de Grangettes, La Verrerie, Le Flon, Massonnens, Mézières, Sâles et Siviriez.

### Localités
Vuisternens-devant-Romont comprend les localités suivantes avec leur code postal et les dates des différentes fusions :
| Localité                  | NPA  | Année de fusion |
| ------------------------- | ---- | --------------- |
| Estévenens                | 1687 | 2003            |
| La Joux                   | 1697 | 2003            |
| La Magne                  | 1687 | 2003            |
| La Neirigue               | 1686 | 2004            |
| Les Ecasseys              | 1697 | 2003            |
| Lieffrens                 | 1688 | 2003            |
| Sommentier                | 1688 | 2003            |
| Villariaz                 | 1685 | 2003            |
| Vuisternens-devant-Romont | 1687 | 2003            |

## Toponymie
La première occurrence écrite du toponyme date de 1162, sous la forme de Wisternens.
L'ancien nom allemand de la commune est Winterlingen bei Remund. Son nom en patois fribourgeois est Vuthèrnin.

## Histoire

Vue aérienne (1964)

Situé sur la route Romont-Bulle, le village de Vuisternens-devant-Romont est constitué de deux noyaux (vers l'église et vers la gare). Les seigneurs de Vuisternens-devant-Romont s'éteignirent au XVe siècle. La seigneurie fut inféodée partiellement aux sires d'Oron (dès le XIVe siècle), puis elle passa aux La Baume (XVe siècle), aux Challant (XVIe siècle) et aux Maillard (1598) avant d'être acquise par Fribourg en 1625.
Selon les statuts communaux de 1788, Vuisternens-devant-Romont fut rattaché au bailliage de Romont de 1536 à 1798, puis au district de Romont jusqu'en 1847. Au spirituel, la localité était le centre d'une vaste paroisse attestée en 1228. Une halte sur la ligne ferroviaire Romont-Bulle fut créée en 1868. Traditionnellement voué à l'agriculture, le village a connu un développement résidentiel.

## Politique et administration

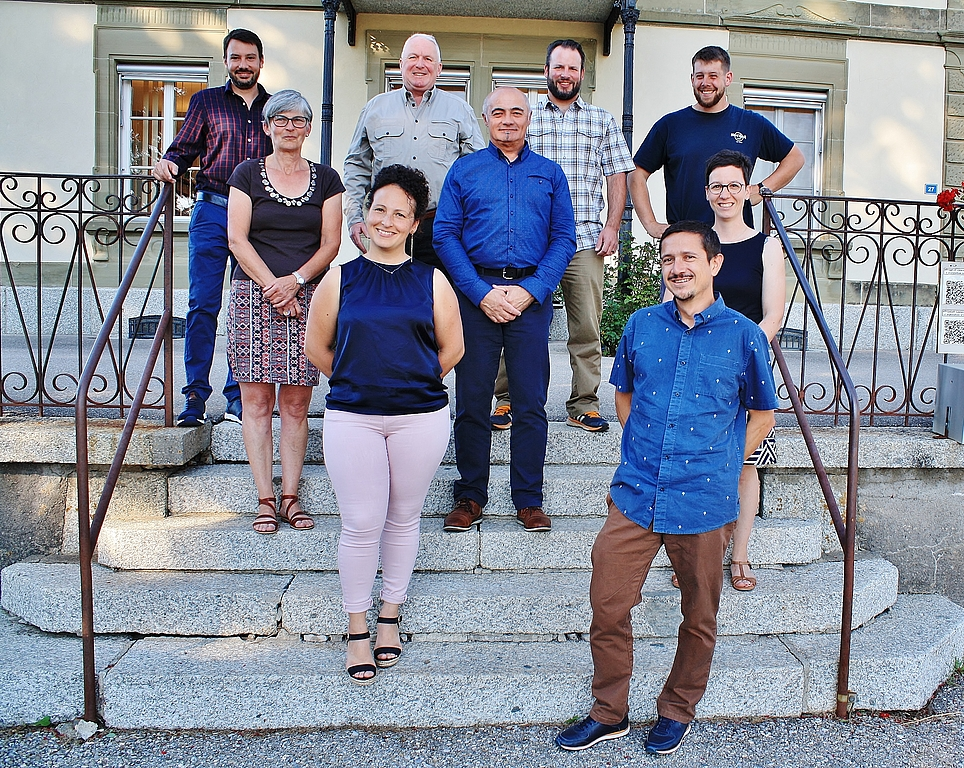
Membres du Conseil communal 2021-2026

Le Conseil communal (exécutif) se compose de neuf membres, tous élus pour un mandat de cinq ans.
| Nom         | Prénom    | Fonction      | Dicastères                                                        |
| ----------- | --------- | ------------- | ----------------------------------------------------------------- |
| Dumas       | Jacques   | Syndic        | Administration - Assurances et relations publiques - Ecoles - AES |
| Luxenburger | Carole    | Vice-syndique | Parchets communaux - Ordre public - Culture/Loisirs               |
| Audergon    | Gilles    | Conseiller    | Bâtiments communaux - Déchetterie                                 |
| Beaud       | Joëlle    | Conseillère   | Finances - Service du feu                                         |
| Butty       | Dominique | Conseiller    | Naturalisations - Cimetières/Culte - Protection civile            |
| Mathis      | Ingrid    | Conseillère   | Social - Santé - Energies                                         |
| Morand      | Gilles    | Conseiller    | Aménagement du territoire - Constructions                         |
| Oberson     | Thomas    | Conseiller    | Eau potable - Eaux usées - Eaux claires                           |
| Rosat       | Martin    | Conseiller    | Routes - Forêts                                                   |

## Démographie

### Surnom
Les habitants de Vuisternens-devant-Romont sont surnommés lè Fouèta-Tsin (les Fouette-chiens, en patois fribourgeois).

### Évolution de la population
Vuisternens-devant-Romont compte 2 381 habitants au 31 décembre 2022 pour une densité de population de 99 hab/km2. Sur la période 2010-2019, sa population a augmenté de 19,2 % (canton : 15,5 % ; Suisse : 9,4 %).  

### Pyramide des âges
En 2020, le taux de personnes de moins de 30 ans s'élève à 36,3 %, au-dessus de la valeur cantonale (35,2 %). Le taux de personnes de plus de 60 ans est quant à lui de 22,1 %, alors qu'il est de 22 % au niveau cantonal.
La même année, la commune compte 1 162 hommes pour 1 176 femmes, soit un taux de 49,7 % d'hommes, inférieur à celui du canton (50,1 %).
| Hommes | Classe d’âge | Femmes |
| ------ | ------------ | ------ |
| 0,5    | 90 ans ou +  | 1,2    |
| 6,7    | 75 à 89 ans  | 6,9    |
| 14,8   | 60 à 74 ans  | 14,0   |
| 21,2   | 45 à 59 ans  | 19,9   |
| 20,7   | 30 à 44 ans  | 21,5   |
| 18,6   | 15 à 29 ans  | 18,7   |
| 17,5   | - de 14 ans  | 17,8   |

| Hommes | Classe d’âge | Femmes |
| ------ | ------------ | ------ |
| 0,4    | 90 ans ou +  | 1,0    |
| 5,9    | 75 à 89 ans  | 7,4    |
| 14,5   | 60 à 74 ans  | 14,8   |
| 22,2   | 45 à 59 ans  | 21,9   |
| 21,0   | 30 à 44 ans  | 20,6   |
| 19,1   | 15 à 29 ans  | 18,3   |
| 17,0   | - de 14 ans  | 16,0   |

## Patrimoine bâti
L'église de la Nativité fut reconstruite en 1553 et entre 1815 et 1825. Elle fut incorporée au chapitre de Saint-Nicolas de Fribourg vers 1580.
La chapelle de Mounaz, dédiée à la Vierge puis à saint Pierre, date de 1610.